# Vierumäki, Vanda
Vierumäki är en stadsdel i Vanda stad i landskapet Nyland.
Vierumäki ligger i östra Vanda vid gränsen till Tusby kommun. Grannstadsdelar i Vanda är Fallbäcken och Korso. Det finns mestadels egnahemshus i stadsdelen.